# Mastigòfor
Mastigòfor o Mastigònom (en grec antic μαστιγοφόροι o μαστιγονόμοι) era el nom que es donava als oficials inferiors de la policia als estats grecs, que portaven a terme principalment els càstigs corporals dictats pels alts magistrats.
Licurg va assignar un mastigòfor al pedònom a Esparta, l'encarregat de l'educació dels joves, segons diu Xenofont. Al teatre conservaven l'ordre i estaven situats amb aquest propòsit vora l'orquestra al costat del timele, un altar dedicat a Dionís. També tenien aquestes funcions als Jocs Olímpics. A Atenes aquesta feina estava encarregada a uns esclaus públics coneguts per arquers (τοξόται) o escites (Σκύθαι).